# Battaglia di Sarmin
Nella Battaglia di Sarmin (o di Tell Danith) del 14 settembre 1115, l'esercito crociato comandato dal reggente del Principato di Antiochia, Ruggero di Salerno, sorprese e mise in rotta l'esercito dei turchi selgiuchidi condotto da Bursuq bin Bursuq di Hamadan.

## Contesto storico
Nel novembre 1114, un forte terremoto colpì il Principato di Antiochia, danneggiando molti dei suoi castelli. La primavera successiva, mentre controllava i lavori di riparazione delle sue fortezze, Ruggero di Salerno udì voci su una invasione turca. Sin dal 1111 il sultano selgiuchide di Baghdad aveva diretto una serie di attacchi ad Antiochia ed alla Contea di Edessa, che erano state entrambe fondate nel 1098 dai baroni crociati e dai loro seguaci. Quando, nel 1115 il Sultano inviò Bursuq contro Antiochia, diversi principi siriani musulmani si allearono con i Latini temendo di veder diminuita la propria autorità nel caso le forze del Sultano si fossero dimostrate vittoriose.
Ruggero inviò delle spie ad osservare i movimenti del suo nemico, raccolse approvvigionamenti per il suo esercito e predispose il principato per la difesa, fece anche costruire un ponte sul fiume Oronte a Jisr al-Hadid, 20 chilometri nord-est di Antiochia.
Quindi avanzò con il suo esercito di 2 000 uomini tra cavalieri e fanti, fino ad Atharib, circa 60 chilometri ad est di Antiochia e 35 ad ovest di Aleppo; qui Ruggero raggiunse un accordo con i suoi alleati musulmani: Toghtigin di Damasco, Ilghazi di Mardin a Lulu di Aleppo. Successivamente, sia i cristiani che i musulmani trovarono imbarazzante questo patto.

## La campagna di primavera

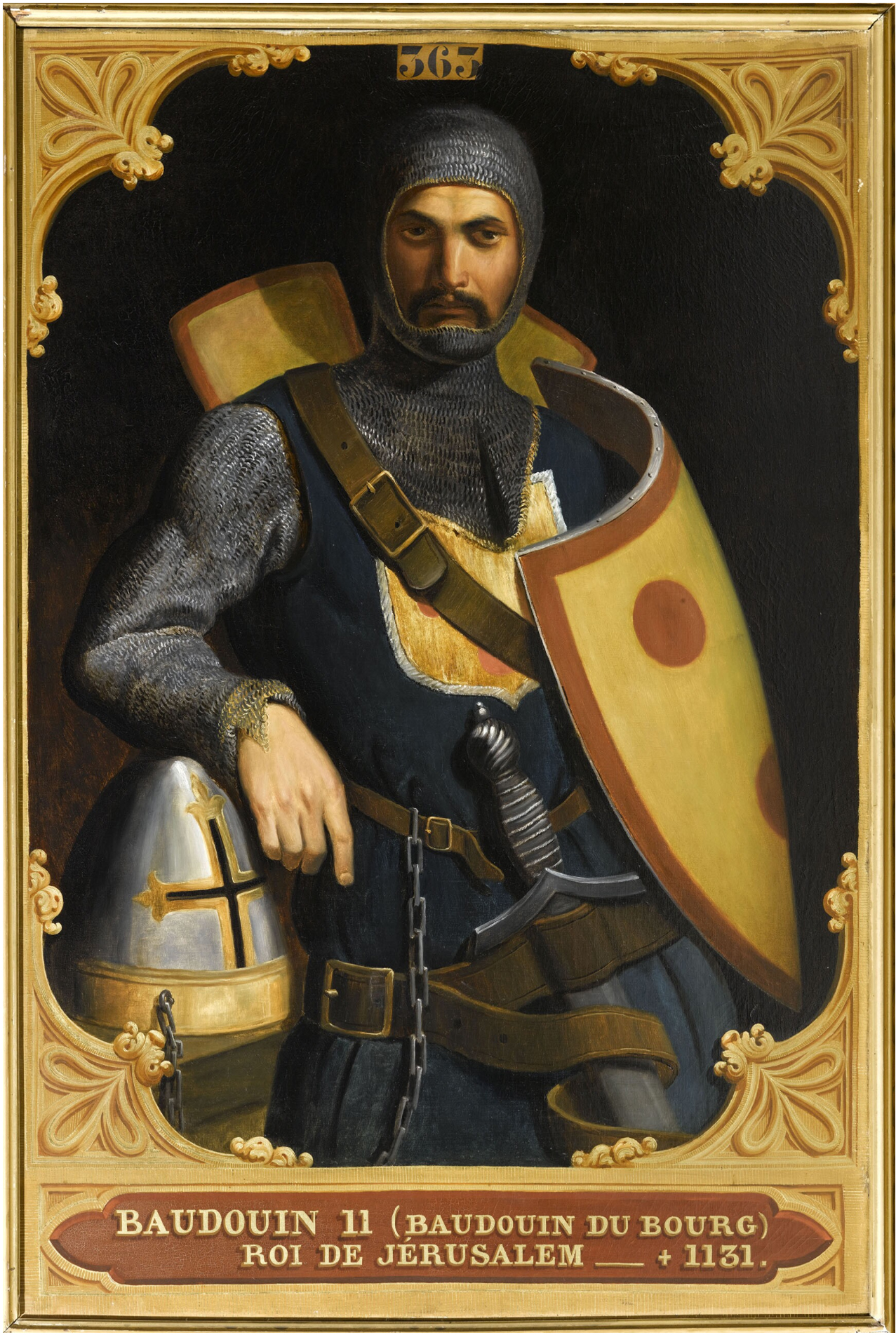
Baldovino di Bourcq, conte di Edessa e re di Gerusalemme

Gli alleati mossero 80 chilometri a sud della città fortificata di Apamea, posizionando l'esercito congiunto dove poteva manovrare per proteggere Aleppo, Damasco o Antiochia. Quando fu certo che i turchi erano in marcia Ruggero inviò un messaggero a re Baldovino I di Gerusalemme chiedendo aiuto. L'esercito di Bursuq apparve improvvisamente ed assaltò Hama, una città musulmana solo 30 chilometri a sud-est di Apamea. Il comandante turco piazzò il campo a Shayzar, appena 12 chilometri a sud-est.
Baldovino partì immediatamente verso nord con 500 cavalieri e 1 000 soldati di fanteria del Regno di Gerusalemme;
lungo la strada si unì al suo esercito il Conte Ponzio con 200 cavalieri e 2 000 fanti della Contea di Tripoli.
Baldovino inviò un messaggio proibendo a Ruggero di ingaggiare il nemico prima del suo arrivo con i rinforzi.
Ben presto le forze di Bursuq si chiusero attorno al campo di Ruggero, cercando di attirare gli Antiocheni ed i loro alleati in un attacco prematuro; i loro continui attacchi costituivano una grande provocazione per i Latini e tale era il desiderio dei cavalieri ifranj di affrontare i nemici che Ruggero minacciò di cavare gli occhi di chiunque avesse tentato una sortita fuori dal campo senza permesso. Più tardi, a cavallo, attraversò il campo con la spada sguainata per sottolineare la sua minaccia.
Quando Bursuq seppe dell'arrivo di Baldovino con i rinforzi, si ritirò ad oriente. Con i 5 000 seguaci dei suoi alleati musulmani, l'esercito congiunto di Baldovino potrebbe essere arrivato a contare 10 700 uomini. Gli alleati raggiunsero Shaizar e bruciarono la città bassa, come punizione per essersi schierata con i Selgiuchidi. Quando Bursuq non tornò a difendere la cittadina, i leader alleati ritennero la campagna terminata.
I siriani musulmani ed i principi cristiani condussero a casa i loro seguaci

## La battaglia
Non appena l'esercito alleato si disperse, Bursuq tornò indietro e conquistò dai cristiani la città di Kafr Tab, vicino Apamea.
Stancamente, Ruggero richiamò il suo esercito antiocheno e tornò in campo con 700 cavalieri e 2 000 fanti; parteciparono anche alcune forze della vicina Contea di Edessa.
Nel frattempo, Bursuq mosse il suo esercito in direzione di Zerdana, circa 60 chilometri ad est sud-est di Antiochia.
Ruggero pose la base del suo esercito 40 chilometri a sud di Antiochia, nel castello di Rugia, vicino a Jisrash Shughur, dove un ponte attraversava il fiume Oronte.
Il mattino del 14 settembre, Ruggero apprese dalle sue spie che gli avversari si stavano sconsideratamente accampando a Tell Danith: un punto di approvvigionamento d'acqua vicino Sarmin.
Egli avanzò rapidamente e colse l'esercito di Bursuq completamente di sorpresa.
Mentre i Crociati lanciavano il loro attacco alcuni soldati turchi stavano ancora vagando per il campo.
Ruggero organizzò l'esercito degli ifranj in tre divisioni: una centrale e due ali.
Baldovino Conte di Edessa guidava l'ala sinistra mentre Ruggero comandò personalmente il centro.
I Crociati attaccarono scaglionati in una linea a scalare, con l'ala sinistra avanti.
Sulla destra degli ifranj i Turcopoli, che erano impiegati come arcieri, furono costretti ad indietreggiare da un contrattacco selgiuchide; questo ruppe la formazione dei cavalieri che dovettero affrontare un duro combattimento prima di respingere i loro nemici su questa parte del campo.
Ruggero inflisse una decisiva sconfitta all'esercito di Bursuq, concludendo la lunga campagna.

## Conseguenze
Almeno 3 000 turchi furono uccisi e molti catturati, insieme a beni per un valore di 300 000 bisanti; le perdite per gli ifranj furono probabilmente lievi.
Durante la primavera l'esercito di Bursuq era probabilmente più grande di quello di Ruggero e dei suo alleati siriani, ma il fatto che il generale turco si sia poi ritirato di fronte all'avanzata di Baldovino potrebbe significare che il re di Gerusalemme, con i suoi uomini aveva raggiunto la superiorità numerica, o almeno la parità.
È inoltre noto che alcuni degli emiri erano irritati per come Bursuq aveva diviso il bottino e quindi il suo esercito potrebbe essersi ridotto man mano che la campagna si trascinava avanti.
In primavera Ruggero aveva 2 000 uomini ma, privo dell'appoggio dei suoi recenti alleati cristiani e musulmani, egli potrebbe aver radunato un esercito più grande per la sua campagna d'autunno, forse 3 000 uomini.
La vittoria di Ruggero consentì ai Crociati di tenere Antiochia ma, quattro anni dopo, Ruggero avrebbe perso la sua vita ed il suo esercito alla battaglia dell'Ager Sanguinis.